# Heinz Keil
Heinz Keil (* 1932 in Erfurt; † unbekannt) war ein deutscher Radrennfahrer und nationaler Meister im Radsport.

## Sportliche Laufbahn
Keil wurde 1949 Sieger der Ostzonenmeisterschaft (die Vorläufer der DDR-Meisterschaften war) in der Mannschaftsverfolgung mit der Vierermannschaft der BSG KWU Erfurt. Keil siegte auch bei der Ostzonen-Meisterschaft 1949 im Mannschaftszeitfahren auf der Straße mit der KWU Erfurt in der Besetzung Horst Heinemann, Heinz Keil, Paul Scherner, Siegfried Topf, Bruno Zieger, Hans Zierfuß. Auf der Erfurter Radrennbahn Andreasried gehörte er mit seinem Bruder Rudi zu den Publikumslieblingen, mit ihm bestritt er Rennen im Zweier-Mannschaftsfahren. Im Mai siegte er beim Auswahlrennen der Bahnfahrer in der Einerverfolgung und wurde daraufhin in die Nationalmannschaft berufen.
Keil wurde Anfang der 1950er Jahre Berufsfahrer in der DDR, bestritt ausschließlich Bahnrennen, da in der DDR keine Straßenrennen für Profis stattfanden. Er gehörte zu den letzten Berufsfahrern, ehe der Berufsradsport in der DDR dort 1956 offiziell verboten wurde. In seiner letzten Saison als Berufsfahrer gewann er drei Steherrennen. Im April 1954 ließ er sich reamateurisieren und schloss sich der BSG Post Berlin an.